# Peter Kavka
Peter Kavka (* 20. listopadu 1990, Košice, Československo) je slovenský fotbalový obránce, od ledna 2017 hráč klubu MFK Zemplín Michalovce.

## Fotbalová kariéra
Svoji fotbalovou kariéru začal v MFK Košice, kde se v roce 2012 dostal do prvního týmu. V sezóně 2013/14 vyhrál s Košicemi slovenský fotbalový pohár, ve finále jeho mužstvo porazilo ŠK Slovan Bratislava 2:1. Díky tomu hrál ve 2. předkole Evropské ligy UEFA 2014/15 proti FC Slovan Liberec. Po sezóně 2014/15, kdy mužstvo administrativně sestoupilo do druhé slovenské ligy, v Košicích skončil.
Od února 2016 do ledna 2017 působil v českém klubu FC Sellier & Bellot Vlašim hrajícím FNL. V lednu 2017 přestoupil do MFK Zemplín Michalovce, kde podepsal kontrakt na dva roky.